# CD248
CD248, или эндосиалин, — мембранный белок из группы гликопротеиновых рецепторов с лектином типа С, продукт гена CD248. В группу также входят  CD93 и тромбомодулин.

## Функции
Эндосиалин (CD248), называемый также TEM1 (от англ. tumor endothelial marker 1), экспрессирован на стромальных клетках растущих тканей на эмбриональной стадии. Во взрослом организме отсутствует, но может быть экспрессирован на опухолевых клетках и при воспалении. Играет роль в росте опухоли и воспалении, но механизм его влияния неизвестен..
Экспрессирован на сосудистых эндотелиальных клетках злокачественных опухолей, но не на клетках нормальных сосудов.

## Структура
Белок состоит из 740 аминокислот, молекулярная масса белковой части — 80,9 кДа. N-концевой участок (670 аминокислот) является внеклеточным, далее расположен единственный трансмембранный фрагмент и внутриклеточный фрагмент (49 аминокислот). Внеклеточный фрагмент включает лектин типа С, Sushi-домен, EGF-подобный кальций-связывающий домен и муцино-подобный домен с несколькими (до 25) участками O-гликозилирования. 

## См.также
- Тромбомодулин
- CD93